# J. Pauly & Sohn

Josef Pauly

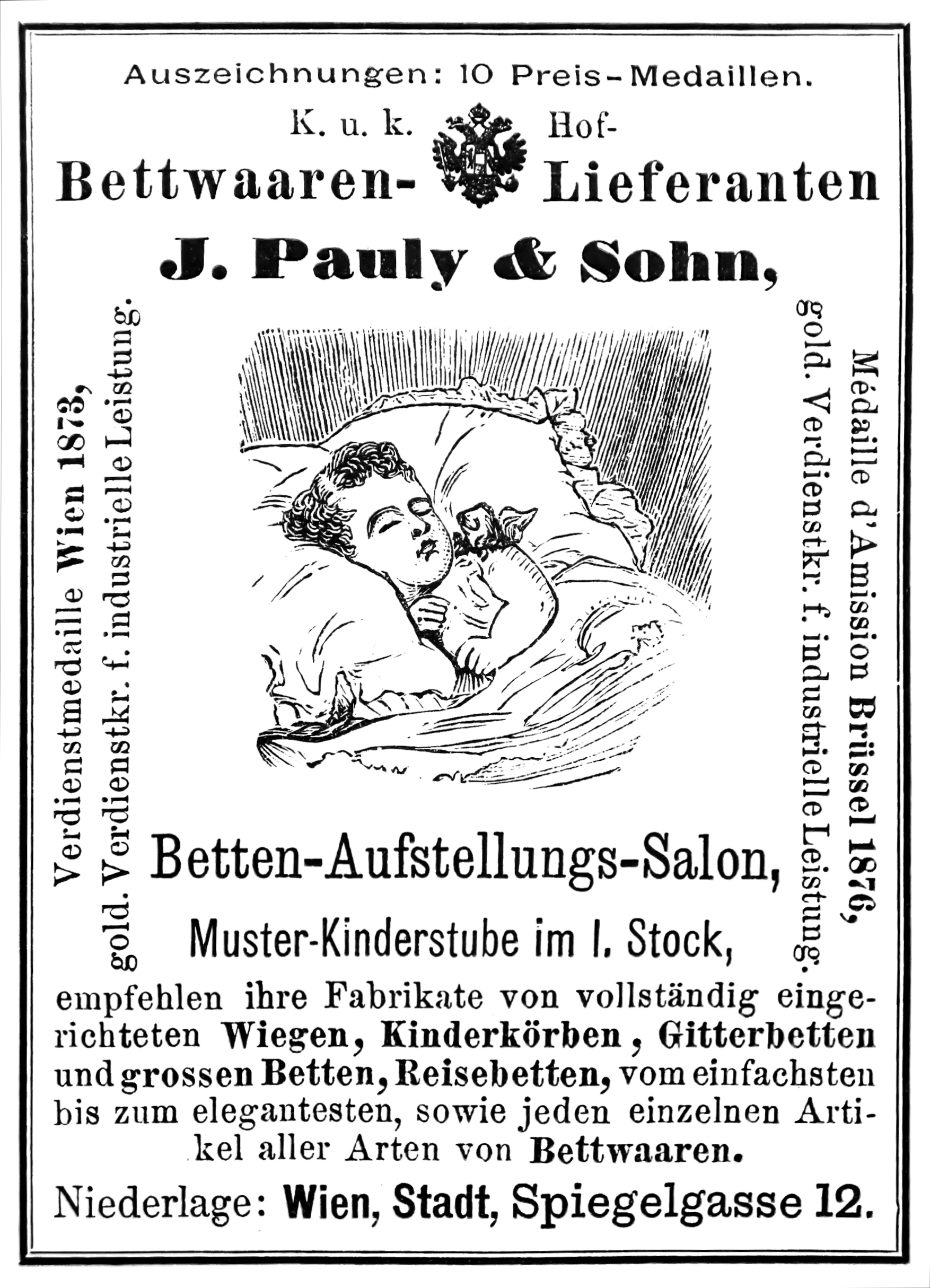
Werbung aus dem Jahre 1891

J. Pauly & Sohn  war ein K.u.k. Hof-Bettwaren-Fabrikant und Lieferant anderer souveräner Höfe. Die Adresse befand sich an der Spiegelgasse 12 im 1. Wiener Gemeindebezirk Innere Stadt.

## Geschichte
Die Bettwarenerzeugung ist eine traditionsreiche Industrie in Österreich. Im 18. Jahrhundert betrieben in Wien zehn Meister dieses Gewerbe. Unter Kaiser Leopold I. erfolgte mittels Privilegiums die Erhebung zur Innung. Man führte damals in diesem Gewerbe außer Decken, Matratzen usw. auch Tornister und Kürasse (d. h. wattierte abgenähte Brustteile, die unter dem Küraß getragen wurden).
Die österreichische, speziell Wiener Bettwarenerzeugung genoss einen guten Ruf, exportiert wurde nach Griechenland, in die Türkei, sowie in viele weitere Länder des Orients.
Verhältnismäßig spät reagierte die österreichische Bettwarenindustrie im 19. Jahrhundert auf die gestiegenen Ansprüche der Kunden. Ungefähr 1872 begann die Branche mehr Luxusprodukte auf den Markt zu bringen. Die Weltausstellung 1873 in Wien bot den Unternehmern, vor allem den Wiener Fabrikanten, die Möglichkeit, ihre Produkte einem internationalen und erlesenen Publikum vorzustellen.
Bei der Jubiläumsausstellung des Jahres 1888 war die Branche der Bettwarenerzeuger erfolgreich kollektiv vertreten.
Innerhalb der österreichischen Bettwarenindustrie war die Firma J. Pauly & Sohn eine der ältesten und angesehensten. Die Familie Pauly war in dieser Industrie um 1900 schon seit vier Generationen tätig. Schon der Urgroßvater und der Großvater vom damaligen Inhaber Josef Pauly betrieben die Bettwarenerzeugung und genossen in Wien den Ruf ehrenwerter, fachtüchtiger Geschäftsleute. Ab 1865 führte Josef Pauly das Unternehmen.
1888 wurde Josef Pauly mit dem goldenen Verdienstkreuz für industrielle Leistungen ausgezeichnet; zehn Jahre darauf wurde ihm die Allerhöchste Anerkennung (eine besonderen Ehrung zu Zeiten der österreichischen k.u.k. Monarchie) zuteil. Seit 1877 durfte er den Titel eines k.u.k. Hoflieferanten führen, war aber auch Lieferant auswärtiger Höfe. Trotz des Kaisers und ausländischer gekrönter Häupter als Kunden, bediente Josef Pauly alle Bevölkerungsschichten.
1891 hatte das Unternehmen bereits 10 Preis-Medaillen als Auszeichnung erhalten, darunter die Verdienstmedaille der Weltausstellung 1873 in Wien, das goldene Verdienstkreuz für industrielle Leistung und die Médaille d'Amission in Brüssel 1876.
Die Firma J. Pauly & Sohn produzierte die ersten Daunendecken in Österreich. Ein besonderes Verdienst war die Herstellung von Artikel in Österreich, die zuvor aus dem Ausland bezogen werden mussten. Im Betten-Aufstellungs-Salon an der Spiegelgasse gab es im ersten Stock eine Muster-Kinderstube. Angeboten wurden Fabrikate von vollständig eingerichteten Wiegen, Kinderkörben, Gitterbetten und großen Betten, Reisebetten, vom einfachsten bis zum elegantesten sowie jeden einzelnen Artikel aller Arten von Bettwaren. 
Nachfolger von Josef Pauly war sein Sohn, Josef Pauly jun. Der Erste Weltkrieg und der Zusammenbruch der Monarchie 1918, die Weltwirtschaftskrise und der Zweite Weltkrieg machten dem Unternehmen schwer zu schaffen. Zusätzlich sah sich das Unternehmen einem immer härter werdenden Konkurrenzkampf mit billigeren Produkten von zum Teil zweifelhafter Qualität ausgesetzt. Die letzte Inhaberin in der Familie war Dorothea Hennig von 1965 zu 1991.